# ترژر آیلند مدیا
ترژر آیلند مدیا (انگلیسی: Treasure Island Media) یک استودیوی پورنوگرافی همجنسگرایی مردانه در ایالات متحده آمریکا است که در سال ۱۹۹۸ توسط چارلز استیون کی تأسیس شد.